# Leptostylus plautus
Leptostylus plautus là một loài bọ cánh cứng trong họ Cerambycidae.